# 유곡초등학교 (충남)
유곡초등학교는 대한민국 충청남도 당진시에 있는 공립 초등학교이다.

## 학교 연혁
- 1949년 9월 30일: 개교
- 2006년 3월 1일: 가동초등학교 본교에 통폐합

## 참고 자료
- 유곡초등학교 - 한국교육학술정보원 학교알리미